# Dance with Somebody
Dance With Somebody är en låt skriven av Björn Dixgård och Gustaf Norén och inspelad av rockbandet Mando Diao. Den gavs ut som första singel till bandets femte studioalbum Give Me Fire den 12 december 2008. Singeln nådde fjärde plats på den svenska singellistan.
Inför boxningsmatchen mellan Vladimir Klitsjko och Ruslan Tjagajev på Veltins-Arena den 20 juni 2009 framförde Mando Diao, efter önskemål från Klitsjko, en version av låten kallad "Fight With Somebody".
Låten fick 2010 en Grammis som "Årets låt 2009" , samt tilldelades P3 Guld i samma kategori. På Trackslistan blev Dance With Somebody den allra största hiten och Mando Diao den allra största artisten 2009. 
I Dansbandskampen 2009 framfördes låten av Titanix, vilka 2009 även tog med låten på albumet Drömmar får liv.
Är nu vinjettmusik till det amerikanska programmet "Dancing with the stars".

## Listplaceringar
| Lista (2008-2009) | Topplacering | Veckor på lista |
| ----------------- | ------------ | --------------- |
| Finland           | 13           | 13              |
| Nederländerna     | 4            | 27              |
| Schweiz           | 3            | 42              |
| Sverige           | 4            | 19              |
| Österrike         | 1            | 34              |

### Fotnoter
1. ↑  ”60 000 hyllade mästaren Klitjko i natt”. Expressen. 21 juni 2009. Arkiverad från originalet den 25 juli 2009. https://web.archive.org/web/20090725034218/http://www.expressen.se/sport/1.1613586/60-000-hyllade-mastaren-klitjko-i-natt. Läst 29 november 2009.
2. ↑  ”Grammis”. Arkiverad från originalet den 17 mars 2012. https://web.archive.org/web/20120317055524/http://www.ifpi.se/wp/wp-content/uploads/100428-lc-vinnare-genom-%C3%A5ren.pdf. Läst 1 maj 2011.
3. 1 2 3 4 5  Swedishcharts - Dance With Somebody på den svenska singellistan